# Manuel Inácio de Oliveira
|                                                             |  |  |
| Manoel Inácio de Oliveira, Barão de Ouricuri, e suas armas. |  |  |

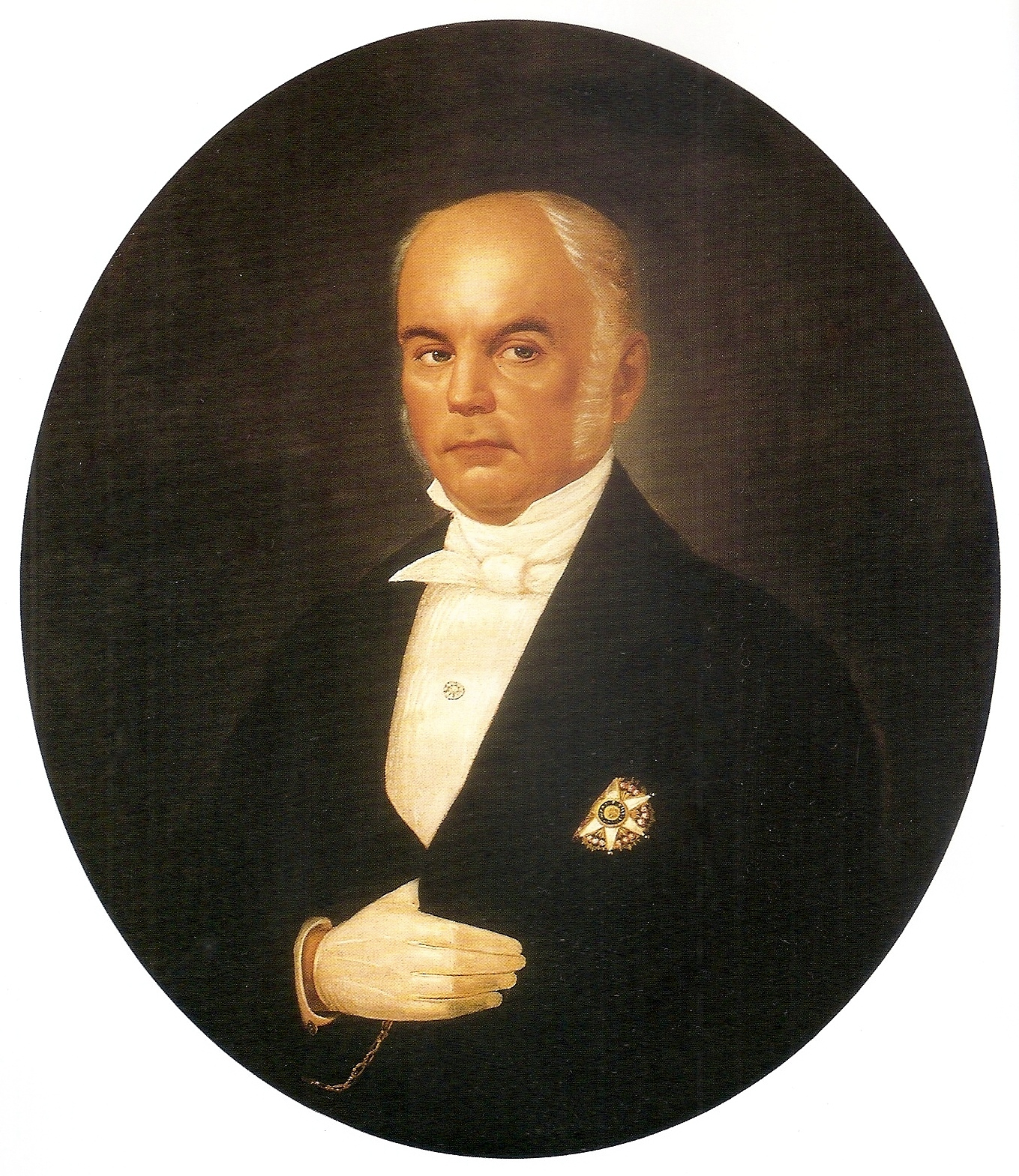
Retrato do Barão de Ouricuri, Manuel Inácio de Oliveira.

Manuel Inácio de Oliveira, primeiro e único barão de Ouricuri (Braga, 6 de setembro de 1825 — Lisboa, 25 de junho de 1875), foi um fazendeiro brasileiro. Veio de Portugal ao Brasil com apenas sete anos de idade, acompanhado de sua família, junto à corte portuguesa fugida das tropas napoleônicas, em 1808, estabelecendo-se em Pernambuco.
Filho de Antônio José de Oliveira e de Antônia Maria Moreira. Casou-se com Mariana Bernarda d'Almada, com a qual teve onze filhos, dentre os quais Felisberto Inácio de Oliveira, barão de Cruanji.
Comendador da Imperial Ordem da Rosa. Recebeu o baronato por decreto de 22 de junho de 1867. Faz referência à cidade pernambucana de Ouricuri, e em tupi designa planta homônima.